# Cabinet Rutte II
Pour les articles homonymes, voir Cabinet Rutte.
 (septembre 2023).
Si vous disposez d'ouvrages ou d'articles de référence ou si vous connaissez des sites web de qualité traitant du thème abordé ici, merci de compléter l'article en donnant les références utiles à sa vérifiabilité et en les liant à la section « Notes et références ».
Royaume des Pays-Bas
Rutte I Rutte III
Le cabinet Rutte II (en néerlandais : Kabinet-Rutte II) est le gouvernement du royaume des Pays-Bas du 5 novembre 2012 au 26 octobre 2017, durant la XXXVIe législature de la Seconde Chambre des États généraux.

## Coalition et historique

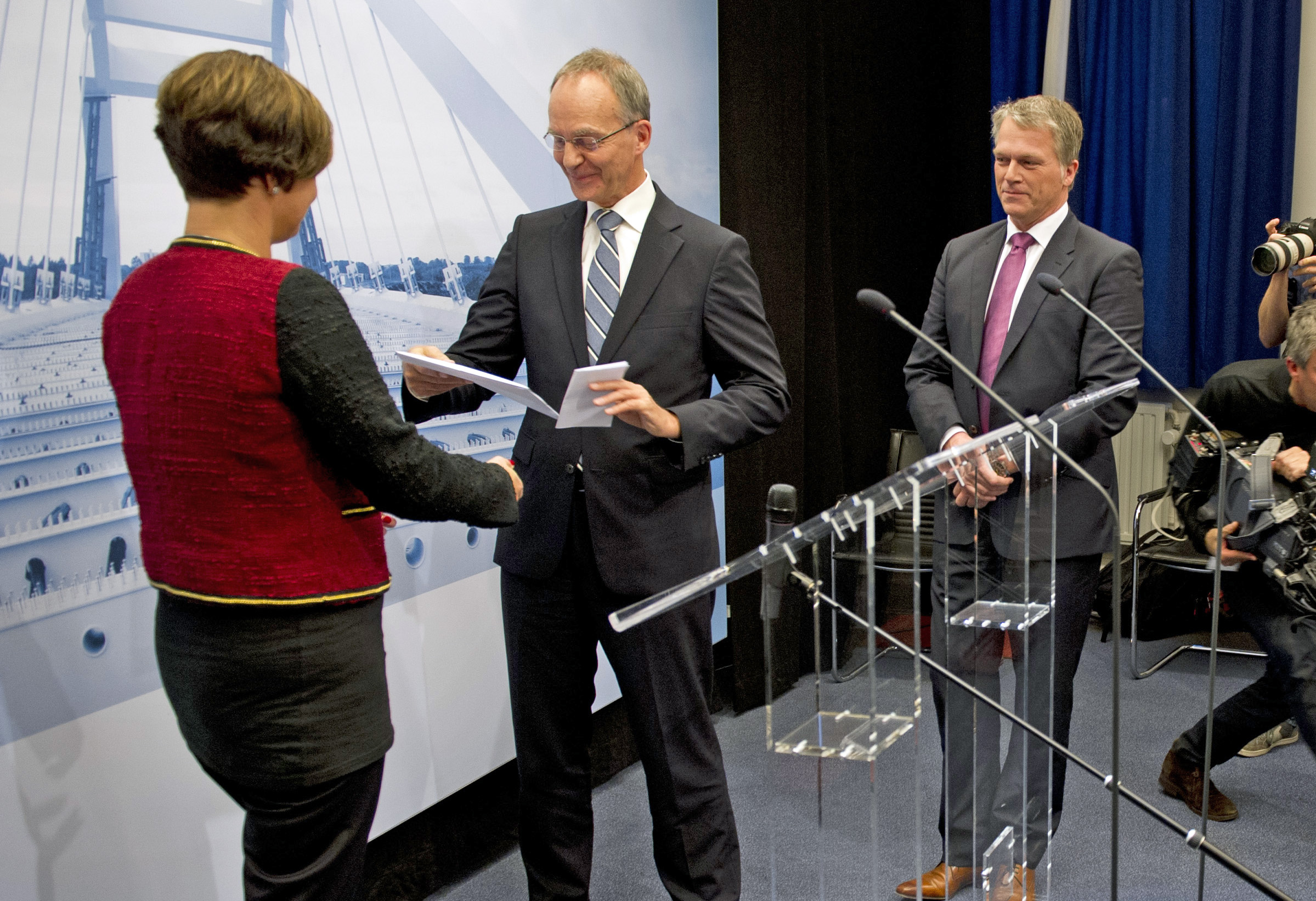
Les informateurs Henk Kamp et Wouter Bos remettent à Anouchka van Miltenburg, présidente de la Seconde Chambre, leur rapport de possibles coalitions.

Dirigé par le Premier ministre libéral sortant Mark Rutte, le cabinet est soutenu par une coalition entre le Parti populaire pour la liberté et la démocratie (VVD) et le Parti travailliste (PvdA), qui disposent ensemble de 79 représentants sur 150 à la Seconde Chambre des États généraux, soit 52,7 % des sièges.
Il est formé à la suite des élections législatives anticipées du 12 septembre 2012 et succède au cabinet Rutte I, formé d'une alliance minoritaire entre le VVD et l'Appel chrétien-démocrate (CDA), appuyée par le Parti pour la liberté (PVV). Le retrait du soutien du PVV, en avril 2012, conduit au déclenchement des élections, qui voient la nette victoire des libéraux et travaillistes, au détriment du CDA et du PVV. Henk Kamp et Wouter Bos sont nommés « informateurs » pour la composition du futur gouvernement. Le cabinet Rutte II est le dernier dont la formation est supervisée par la reine Beatrix, qui abdique en 2013 en faveur de son fils, Willem-Alexander.
La devise du cabinet est  « Construire des ponts », en référence à l'entente trouvée par les deux grands gagnants du scrutin. La coalition est annoncée le 29 octobre, tout comme la composition du gouvernement, qui entre en fonctions sept jours plus tard. Le chef de file des travaillistes, Diederik Samsom, n'en fait pas partie, ce dernier préférant rester chef de groupe parlementaire. Remplacé par le cabinet Rutte III le 26 octobre 2017, il s'agit du premier gouvernement à ne pas démissionner avant la fin de son mandat depuis le cabinet Kok I en 1998 et le premier dont le mandat ne s'achève pas par des élections législatives anticipées depuis le cabinet Kok II en 2002.

## Composition
- Les nouveaux ministres sont indiqués en gras, ceux ayant changé d'attributions en italique.

| Fonction                                                                  | Titulaire | Titulaire | Titulaire                                        | Parti |
| ------------------------------------------------------------------------- | --------- | --------- | ------------------------------------------------ | ----- |
| Premier ministre Ministre des Affaires générales                          |           |           | Mark Rutte                                       | VVD   |
| Vice-Premier ministre Ministre des Affaires sociales et de l'Emploi       |           |           | Lodewijk Asscher                                 | PvdA  |
| Ministre des Affaires étrangères                                          |           |           | Frans Timmermans (jusqu'au 17/10/2014)           | PvdA  |
| Ministre des Affaires étrangères                                          |           |           | Bert Koenders (à partir du 17/10/2014)           | PvdA  |
| Ministre du Commerce extérieur et de la Coopération pour le développement |           |           | Lilianne Ploumen                                 | PvdA  |
| Ministre de la Sécurité et de la Justice                                  |           |           | Ivo Opstelten (jusqu'au 9/03/2015)               | VVD   |
| Ministre de la Sécurité et de la Justice                                  |           |           | Ard van der Steur (jusqu'au 26/01/2017)          | VVD   |
| Ministre de la Sécurité et de la Justice                                  |           |           | Stef Blok (à partir du 27/01/2017)               | VVD   |
| Ministre des Affaires intérieures et des Relations au sein du Royaume     |           |           | Ronald Plasterk                                  | PvdA  |
| Ministre du Logement et de l'Administration publique                      |           |           | Stef Blok (jusqu'au 27/01/2017)                  | VVD   |
| Ministre de l'Éducation, de la Culture et de la Science                   |           |           | Jet Bussemaker                                   | PvdA  |
| Ministre des Finances                                                     |           |           | Jeroen Dijsselbloem                              | PvdA  |
| Ministre de la Défense                                                    |           |           | Jeanine Hennis-Plasschaert (jusqu'au 03/10/2017) | VVD   |
| Ministre de la Défense                                                    |           |           | Klaas Dijkhoff (à partir du 04/10/2017)          | VVD   |
| Ministre des Infrastructures et de l'Environnement                        |           |           | Melanie Schultz van Haegen                       | VVD   |
| Ministre des Affaires économiques                                         |           |           | Henk Kamp                                        | VVD   |
| Ministre de la Santé, du Bien-être et des Sports                          |           |           | Edith Schippers                                  | VVD   |